# Skate America de 2014
O Skate America de 2014 foi a trigésima terceira edição do Skate America, um evento anual de patinação artística no gelo organizado pela United States Figure Skating Association, e que fez parte do Grand Prix de 2014–15. A competição foi disputada entre os dias 24 de outubro e 26 de outubro, na cidade de Hoffman Estates, Illinois, Estados Unidos.

## Eventos
- Individual masculino
- Individual feminino
- Duplas
- Dança no gelo

## Medalhistas
| Evento                        | Ouro                                        | Prata                                            | Bronze                                    |
| Individual masculino detalhes | Tatsuki Machida · Japão                     | Jason Brown · Estados Unidos                     | Nam Nguyen · Canadá                       |
| Individual feminino detalhes  | Elena Radionova · Rússia                    | Elizaveta Tuktamysheva · Rússia                  | Gracie Gold · Estados Unidos              |
| Duplas detalhes               | Yuko Kavaguti · Alexander Smirnov · Rússia  | Haven Denney · Brandon Frazier · Estados Unidos  | Peng Cheng · Zhang Hao · China            |
| Dança no gelo detalhes        | Madison Chock · Evan Bates · Estados Unidos | Maia Shibutani · Alex Shibutani · Estados Unidos | Alexandra Stepanova · Ivan Bukin · Rússia |

## Resultados

### Individual masculino
| Pos.              | Nome                       | Nacionalidade  | Pontos | PC         | PL          |
| ----------------- | -------------------------- | -------------- | ------ | ---------- | ----------- |
| Medalha de ouro   | Tatsuki Machida            | Japão          | 269.09 | 93.39 (1)  | 175.70 (1)  |
| Medalha de prata  | Jason Brown                | Estados Unidos | 234.17 | 79.75 (3)  | 154.42 (3)  |
| Medalha de bronze | Nam Nguyen                 | Canadá         | 232.24 | 73.71 (7)  | 158.53 (2)  |
| 4                 | Denis Ten                  | Cazaquistão    | 224.74 | 77.18 (4)  | 147.56 (4)  |
| 5                 | Jeremy Abbott              | Estados Unidos | 219.33 | 81.82 (2)  | 137.51 (6)  |
| 6                 | Adian Pitkeev              | Rússia         | 212.07 | 76.13 (5)  | 135.94 (7)  |
| 7                 | Chafik Besseghier          | França         | 208.70 | 73.57 (8)  | 135.13 (8)  |
| 8                 | Douglas Razzano            | Estados Unidos | 204.48 | 66.23 (10) | 138.25 (5)  |
| 9                 | Artur Gachinski            | Rússia         | 200.13 | 75.71 (6)  | 124.42 (10) |
| 10                | Michael Christian Martinez | Filipinas      | 197.58 | 72.81 (9)  | 124.77 (9)  |
| 11                | Alexei Bychenko            | Israel         | 185.98 | 64.54 (11) | 121.44 (12) |
| 12                | Jorik Hendrickx            | Bélgica        | 177.43 | 55.99 (12) | 121.44 (11) |

### Individual feminino
| Pos.              | Nome                   | Nacionalidade  | Pontos | PC         | PL         |
| ----------------- | ---------------------- | -------------- | ------ | ---------- | ---------- |
| Medalha de ouro   | Elena Radionova        | Rússia         | 195.47 | 65.57 (2)  | 129.90 (1) |
| Medalha de prata  | Elizaveta Tuktamysheva | Rússia         | 189.62 | 67.41 (1)  | 122.21 (2) |
| Medalha de bronze | Gracie Gold            | Estados Unidos | 179.38 | 60.81 (3)  | 118.57 (3) |
| 4                 | Samantha Cesario       | Estados Unidos | 174.58 | 58.96 (4)  | 115.62 (4) |
| 5                 | Park So-youn           | Coreia do Sul  | 170.43 | 55.74 (5)  | 114.69 (5) |
| 6                 | Mirai Nagasu           | Estados Unidos | 158.21 | 49.29 (10) | 108.92 (6) |
| 7                 | Elene Gedevanishvili   | Geórgia        | 158.10 | 55.39 (6)  | 102.71 (9) |
| 8                 | Haruka Imai            | Japão          | 157.97 | 53.79 (8)  | 104.18 (7) |
| 9                 | Maé-Bérénice Méité     | França         | 152.71 | 53.98 (7)  | 98.73 (10) |
| 10                | Brooklee Han           | Austrália      | 150.37 | 47.38 (11) | 102.99 (8) |
| 11                | Natalia Popova         | Ucrânia        | 148.15 | 50.70 (9)  | 97.45 (11) |

### Duplas
| Pos.              | Nome                               | Nacionalidade  | Pontos | PC        | PL         |
| ----------------- | ---------------------------------- | -------------- | ------ | --------- | ---------- |
| Medalha de ouro   | Yuko Kavaguti / Alexander Smirnov  | Rússia         | 209.16 | 69.16 (1) | 140.00 (1) |
| Medalha de prata  | Haven Denney / Brandon Frazier     | Estados Unidos | 183.84 | 61.08 (3) | 122.76 (2) |
| Medalha de bronze | Peng Cheng / Zhang Hao             | China          | 182.43 | 62.38 (2) | 120.05 (3) |
| 4                 | Alexa Scimeca / Chris Knierim      | Estados Unidos | 168.62 | 60.61 (4) | 108.01 (4) |
| 5                 | Madeline Aaron / Max Settlage      | Estados Unidos | 160.04 | 58.41 (5) | 101.63 (5) |
| 6                 | Vanessa Grenier / Maxime Deschamps | Canadá         | 143.59 | 51.13 (6) | 92.46 (6)  |
| 7                 | Annabelle Prölß / Ruben Blommaert  | Alemanha       | 136.35 | 48.87 (7) | 87.48 (8)  |
| 8                 | Miriam Ziegler / Severin Kiefer    | Áustria        | 135.83 | 45.27 (8) | 90.56 (7)  |

### Dança no gelo
| Pos.              | Nome                                          | Nacionalidade  | Pontos | DC        | DL         |
| ----------------- | --------------------------------------------- | -------------- | ------ | --------- | ---------- |
| Medalha de ouro   | Madison Chock / Evan Bates                    | Estados Unidos | 171.03 | 68.96 (1) | 102.07 (1) |
| Medalha de prata  | Maia Shibutani / Alex Shibutani               | Estados Unidos | 160.33 | 64.14 (2) | 96.19 (2)  |
| Medalha de bronze | Alexandra Stepanova / Ivan Bukin              | Rússia         | 143.87 | 56.37 (3) | 87.50 (3)  |
| 4                 | Élisabeth Paradis / François-Xavier Ouellette | Canadá         | 137.30 | 52.11 (8) | 85.19 (4)  |
| 5                 | Anastasia Cannuscio / Colin McManus           | Estados Unidos | 135.61 | 55.14 (5) | 80.47 (6)  |
| 6                 | Charlène Guignard / Marco Fabbri              | Itália         | 135.50 | 54.18 (7) | 81.32 (5)  |
| 7                 | Federica Testa / Lukáš Csölley                | Eslováquia     | 131.72 | 55.63 (4) | 76.09 (7)  |
| 8                 | Nicole Orford / Thomas Williams               | Canadá         | 128.88 | 55.10 (6) | 73.78 (8)  |

## Quadro de medalhas
| Ordem | País           | Medalha de ouro | Medalha de prata | Medalha de bronze |    | Ordem por total |
| ----- | -------------- | --------------- | ---------------- | ----------------- | -- | --------------- |
| 1     | Rússia         | 2               | 1                | 1                 | 4  | 2               |
| 2     | Estados Unidos | 1               | 3                | 1                 | 5  | 1               |
| 3     | Japão          | 1               |                  |                   | 1  | 3               |
| 4     | Canadá         |                 |                  | 1                 | 1  | 3               |
| 4     | China          |                 |                  | 1                 | 1  | 3               |
| TOTAL | TOTAL          | 4               | 4                | 4                 | 12 | —               |